# Otok
Otok er en by i distriktet Vukovar-Srijem i det østlige Kroatien, der ligger 20 km syd for Vinkovci, i det østlige Slavonien. Bosættelsen fik status som by ved en beslutning truffet af Kroatiens parlament den 13. juli 2006. På det tidspunkt var den nærliggende Privlaka en del af kommunen, men blev senere erklæret for en selvstændig kommune. Indbyggertallet i byen Otok er 6.343 (folketælling 2011), med 4.694 indbyggere i selve Otok og 1.649 i den nærliggende landsby Komletinci.
 Ved folketællingen 2011 var 99.31% af befolkningen kroater.